# کشیم نوک‌ابلق
کشیم نوک‌ابلق(نام علمی: Podilymbus podiceps) نام یک گونه از تیره کشیم است.